# 广州东站 (地铁)
广州东站地鐵站是目前广州地铁1号线和3号线的换乘站，以及1号线的东北端终点站。位于中国广东省广州市天河区国铁广州东站大楼、站房和路軌的地底。
地铁车站于1999年2月16日随1号线全线通车启用，2005年12月26日随3号线首通段开通而成为换乘车站。未来11号线、18号线（含广花城际）均经过本站，成为四线换乘站。

## 车站结构

### 车站楼层
广州东站1號線車站設有2層，3號線車站设有5层，地面为国铁广州东站、廣州東站汽車客運站以及广园快速路，地下一层为車站共用南站厅（1號線和3號線）；地下二层為1号线月台和3號線北站廳；地下三層為3號線設備層；地下四层为付费区联络通道；地下五层为3号线月台。
| 地面     | 地铁站出入口       | 国铁廣州東站地面車站大堂（南站厅） 国铁廣州東站站房和路軌 廣州東站汽車客運站（北站厅） |  |  |
| 地下一层 | 南站厅 1号线 3号线 | 售票机、客服中心、警务室、商店、母嬰室、安检设施                                       |  |  |
| 地下二层 | 北站厅 3号线       | 售票機、客服中心、商店、安检设施                                                       |  |  |
|          |                    |                                                                                        |  |  |
|          | 1 站台             | █1号线 終點站台                                                                        |  |  |
|          | 岛式站台           |                                                                                        |  |  |
|          | 2 站台             | █1号线 西塱方向（下站：体育中心）                                                      |  |  |
|          |                    |                                                                                        |  |  |
|          | 3號線设备区        | 車站設備                                                                               |  |  |
| 地下三层 | 3號線设备区        | 車站設備                                                                               |  |  |
| 地下四层 | 联络通道           | 付费区來往南北站厅                                                                     |  |  |
| 地下五层 | 4 站台             | █3号线 机场北方向（下站：燕塘）                                                        |  |  |
|          | 分离式站台         |                                                                                        |  |  |
|          |                    | 通道连接两侧站台                                                                       |  |  |
|          | 分离式站台         |                                                                                        |  |  |
|          | 3 站台             | █3号线 海傍方向（下站：林和西）                                                        |  |  |

### 站厅和换乘
广州东站地鐵站目前设有2个站厅，分别为南边的1号线与3号线連為一體的共用站厅，以及北边的3号线独立站厅。其中南站厅位于国铁广州东站站房的地底，北站厅位于广园快速路近东站汽车客运站的地底。两个站厅通过地下四层的付费区联络通道相連，但兩個站廳的非付费区并不相连。
两个站厅均設有售票機、自动售卡/充值机以及客務中心等设施。另外本站亦设有2家7-11便利店，2家麵包糕餅店、理发店等商店，商店集中在南站厅邻近G出入口处，其中一家7-11便利店设于B出入口通道旁。此外本站亦提供自動售賣機、智能寄存柜等设施。
为方便行人进出以及连接付费区内的联络通道，南站厅的付費區分别位於1号线站厅东西两侧，3号线站厅南侧；北站厅付费区则位于站厅东南侧。其中1号线站厅的付費區內設有多条扶手電梯和樓梯供乘客前往站台，而3号线则在付费区联络通道处设有5条扶手電梯、1条楼梯以及1台专用电梯供乘客前往站台。同时亦会在3号线一侧的南站厅设置1台专用电梯供轮椅人士以连接付费区联络通道。此外，1号线站厅連接站台的专用电梯由于站厅的电梯门设于南站廳东侧的非付费区，因此轮椅人士如需使用该专用电梯则需要向车站工作人员求助以便协助使用。
1号线虽然在规划及建设阶段未有预留与3号线的换乘设施，但在3号线建设期间除了扩建当时的南站厅外，亦同时在1號線的站廳和站台西端分別建造了通道直接連接地下四层的付费区联络通道，可用於换乘3号线或者前往北站厅。現時為配合車站客流組織的需要，連接1號線站廳和地下四層3號線通道的扶梯為單向運行，僅供3號線抵站乘客前往1號線站廳出站或換乘至1號線，1號線站廳入閘後需乘坐3號線的乘客則要經過1號線站台，再經站台西端的扶梯往下前往地下四層。
本站的母婴室设于南站廳东侧的非付费区靠近F出入口处。

### 站台
本站1號綫月台設於广州东站地面大堂的地底，为岛式站台；3號綫月台則設於广州东站站房和路轨地底，为一組同層的分離式月台，以島式月台的方式排列，並以較短的通道連接。其中1號綫月台為上層，3號綫月台在下層。由於3號線月台為暗挖，同時由於空間原因，連接3號線聯絡通道及月台的扶梯、楼梯以及升降機全部設於3號月台一邊。
另外，本站1号线西端设有一组双存车线，目前1号线所有列车皆使用该组存车线折返，正線西端盡頭則預留了延伸至沙河，以及設置第二組折返線的條件。3号线北端设有一条单渡线，當3號綫北延段出現故障時，3號線北延段的列車可以通過此渡線折返，以本站為臨時總站。2010年10月30日前本站仍為3號線主线北端終點站時便使用该渡线折返3號線列車。

### 出入口
地铁广州东站总共设有11个出入口，除H、J、K出入口位于北站厅外，其余出入口位于南站厅，当中B1口连接中泰国际广场地库，G出口连接东方宝泰购物广场地库，而连接广州东站的D及E口現時為配合廣州東站安檢需要暫時關閉。另外在北站厅已作出预留前往未来广州东站北站房的通道。
位於廣園快速路北側人行道上預留的K出口亦由于遲遲未能開通，广园快速路以北的乘客需要通過露天市政人行天橋來往車站，引致幹休所一帶居民批評。地鐵公司解釋出口未能開通乃多方部門協調不通所致。
因应2020年4月1日起实施的《城市轨道交通客运组织与服务管理办法》规定减少重复安检，I出入口在2020年1月10日起取消进站安检设施，同时该口改为只进不出。
|                                             |                                          |      |              | |
|                                             |                                          |      |              | |
| 編號                                        | 设施                                     | 照片 | 出口指示     | 建議前往的目的地 |
| 北站厅                                      |                                          |      |              | |
| H                                           | 盲道标志                                 |      | 广园东路     | 市政通道、广州东站汽车客运站                                                                                              |
| J                                           | 盲道标志 · 扶手电梯标志                  |      | 广园东路     | 东站汽车客运站公交车站 |
| K                                           |                                          |      |              | （预留出入口） |
| 南站厅                                      |                                          |      |              | |
| B1                                          | 盲道标志                                 |      | 林和西路     | 广州军体院、东方宝泰购物广场                                                                                              |
| B2                                          | 盲道标志                                 |      | 林和西路     | 市政通道、广州东站汽车客运站                                                                                              |
| D                                           |                                          |      |              | （配合广州东站安保需要暂停使用）                                                                                          |
| E                                           |                                          |      |              | （配合广州东站安保需要暂停使用）                                                                                          |
| F                                           |                                          |      | 林和中路     | 林和村 |
| G                                           | 盲道标志                                 |      | 广州火车东站 | 出租车车站、火车东站停车场、广州东站绿化广场、东方宝泰购物广场、广州火车东站公交总站、广州火车东站公交车站（旅游公交3线） |
| I                                           | 盲道标志 · 轮椅升降台标志 · 扶手电梯标志 |      | 不適用       | 國鐵广州火车东站出站通道（免安检）                                                                                        |
| 註： 設有 \| 設有輪椅升降台 \| 設有扶手電梯 |                                          |      |              | |

## 利用情況
本站連接國鐵的廣州火車东站，亦鄰近广州东站汽车客运站和巴士总站，因而成為連接全國各地及廣州市區各地的陸路交通樞紐。同時车站附近有东方宝泰购物广场等商场，亦鄰近改造重建後的林和村和其它住宅区，因此本站是廣州地鐵最繁忙的車站之一，客流全天都維持在極高的水平。
由于邻近火车东站及客运车站，不少乘客會攜帶大量行李，令站內相當擁擠。若遇上節假日，或者一年一度的春运以及暑运，本站更會出現大量人潮。现时车站会在工作日17:30-20:00及节假日高峰期实施常态化客流控制措施，以維持車站秩序和安全。

## 接駁交通
广州东站地铁站周边不仅设铁路广州东站可供乘客转乘铁路前往全国各地外，在火车东站以南处设有广州火车东站巴士总站、北站厅地面旁边的东站汽车客运站巴士中途站及出租車站等，方便乘客接驳市区公交车前往广州各地。
另外，北站厅地面旁边的东站汽车客运站，亦可供乘客转乘客运班车前往广东省内外各地。
| 编号 | 编号       | 线路               | 线路 | 线路                 | 收费  | 备注                                        |
| ---- | ---------- | ------------------ | ---- | -------------------- | ----- | ------------------------------------------- |
|      | 11         | 大元帅府           | ⇆    | 广州火车东站         | 2元   |                                             |
|      | 41         | 广州火车东站       | ⇆    | 汇景北路             | 2元   |                                             |
|      | 45         | 小洲               | ⇆    | 广州火车东站         | 2元   |                                             |
|      | 59         | 广州火车东站       | ⇆    | 沥滘                 | 2元   |                                             |
|      | 122        | 丽江花园           | ⇆    | 广州火车东站         | 2元   | 不经丽江路口                                |
|      | 175        | 同德围（阳光花园） | ⇆    | 广州火车东站         | 2元   |                                             |
|      | 183        | 广州火车东站       | ⇆    | 汾水小区             | 2元   |                                             |
|      | 195        | 广州火车东站       | ⇆    | 南洲路（小洲南路口） | 2元   |                                             |
|      | 209        | 坦尾（柏悦湾）     | ⇆    | 广州火车东站         | 2元   |                                             |
|      | 214        | 广州火车东站       | ⇆    | 新塘                 | 3元   |                                             |
|      | 233        | 滘口客运站         | ⇆    | 广州火车东站         | 2元   |                                             |
|      | 246        | 广州火车东站       | ⇆    | 太和（丰泰横路）     | 3元   |                                             |
|      | 263        | 广州火车东站       | ⇆    | 盈丰路               | 2元   |                                             |
|      | 280        | 凰岗（锦东服装城） | ⇆    | 广州火车东站         | 3元   |                                             |
|      | 广283      | 广州火车东站       | ⇆    | （佛山）万科四季花城 | 3元   |                                             |
|      | 302        | 番禺市桥汽车站     | ⇆    | 广州火车东站         | 3–4元 |                                             |
|      | 302A       | 雅居乐（剑桥郡）   | ⇆    | 广州火车东站         | 3元   |                                             |
|      | 363        | 广州火车东站       | ⇆    | 穗港码头             | 2元   |                                             |
|      | 508        | 广州火车东站       | ⇆    | 家和天曜             | 2元   |                                             |
|      | 810        | 广州火车东站       | ⇆    | 白云高尔夫花园       | 3元   |                                             |
|      | 841        | 广州火车东站       | ⇆    | 石井（滘心村）       | 3元   |                                             |
|      | B17        | 广州火车东站       | ⇆    | 石化路               | 2元   |                                             |
|      | B19        | 广州火车东站       | ⇆    | 杨桃公园（美林湖畔） | 2元   |                                             |
|      | B20        | 广州火车东站       | ⇆    | 天河儿童公园北门     | 2元   |                                             |
|      | 夜15       | 同德围（横滘村）   | ⇆    | 广州火车东站         | 3元   | 71路附属线路                                |
|      | 夜17       | 珠村               | ⇆    | 广州火车东站         | 3元   | B20路附属线路                               |
|      | 夜28       | 丽江花园           | ⇆    | 广州火车东站         | 3元   | 经丽江路口 122路附属线路                    |
|      | 夜51       | 车陂               | ⇆    | 萝岗香雪（梅花世界） | 4元   | 574路附属线路                               |
|      | 夜74       | 广州火车东站       | ⇆    | 太和（沙亭岗村）     | 4元   | 504路附属线路                               |
|      | 夜77       | 广州白云站公交总站 | ⇆    | 广州火车东站         | 3元   | 810路附属线路 20–30分/班                    |
|      | 夜78       | 广州火车东站       | ⇆    | 中山八路             | 3元   | 107路附属线路，使用无轨电车或纯电动汽车运营 |
|      | 高峰快线24 | 港湾一村           | ⇆    | 广州火车东站         | 2元   | 506路附属线路                               |

| 编号 | 编号        | 线路   | 线路 | 线路                   | 收费 | 备注 |
| ---- | ----------- | ------ | ---- | ---------------------- | ---- | ---- |
|      | 旅游公交3线 | 中成路 | ⇆    | 琶洲石基村（黄埔古港） | 3元  |      |

| 编号 | 编号   | 线路                   | 线路 | 线路                 | 收费 | 备注 |
| ---- | ------ | ---------------------- | ---- | -------------------- | ---- | ---- |
|      | 27     | 东莞庄                 | ⇆    | 广卫路               | 2元  |      |
|      | 32     | 黄石路                 | ⇆    | 华工大               | 2元  |      |
|      | 39     | 天河公交场             | ⇆    | 龙洞（广东金融学院） | 2元  |      |
|      | 298    | 夏茅                   | ⇆    | 华景新城             | 2元  |      |
|      | 508    | 广州火车东站           | ⇆    | 家和天曜             | 2元  |      |
|      | 560    | 广州大道北（南湖山庄） | ⇆    | 华景新城（翰景路）   | 2元  |      |
|      | 776    | 广州东站汽车站         | ⇆    | 科学城路口           | 2元  |      |
|      | B6快线 | 同和路（藍山花園）     | ⇆    | 匯彩路               | 2元  |      |
|      | B18    | 永泰集贤路             | ⇆    | 匯彩路               | 2元  |      |

## 历史

### 规划及建设
在1987年的地下鐵道路網規劃初步方案1中，本站成為當時1號線车站之一，并跟随当年的国铁车站命名為天河火车站；后来在1988年4月1日，当时铁路车站的天河站更名为现在的名称广州东站，地鐵車站亦改名跟進。
为配合地铁建设以及发展需要，1992年，市政府以及铁路部门决定扩建广州东站。1996年9月，新站房全面落成，并同时预留1号线的車站結構。1999年2月16日，1号线全線通車并作觀光營運，长寿路站至本站11個車站投入服務。
跟广州地铁2006年之前开通的車站一樣，在本站启用初期，本站的英文站名以汉语拼音「Guang Zhou Dong Zhan」表示。
另外在早期的方案中，1号线計劃未來从本站往西延伸至沙河，因此在工程建设时则在正線西端盡頭預留了延伸的條件，但該延長计划一直没有落实。而到了2010年，规划的环线地铁11號線將於廣州火車东站設站，往西的下一站即為沙河站，以取代1号线延伸的方案，换言之1号线的延長計劃亦隨之取消。

### 3号线

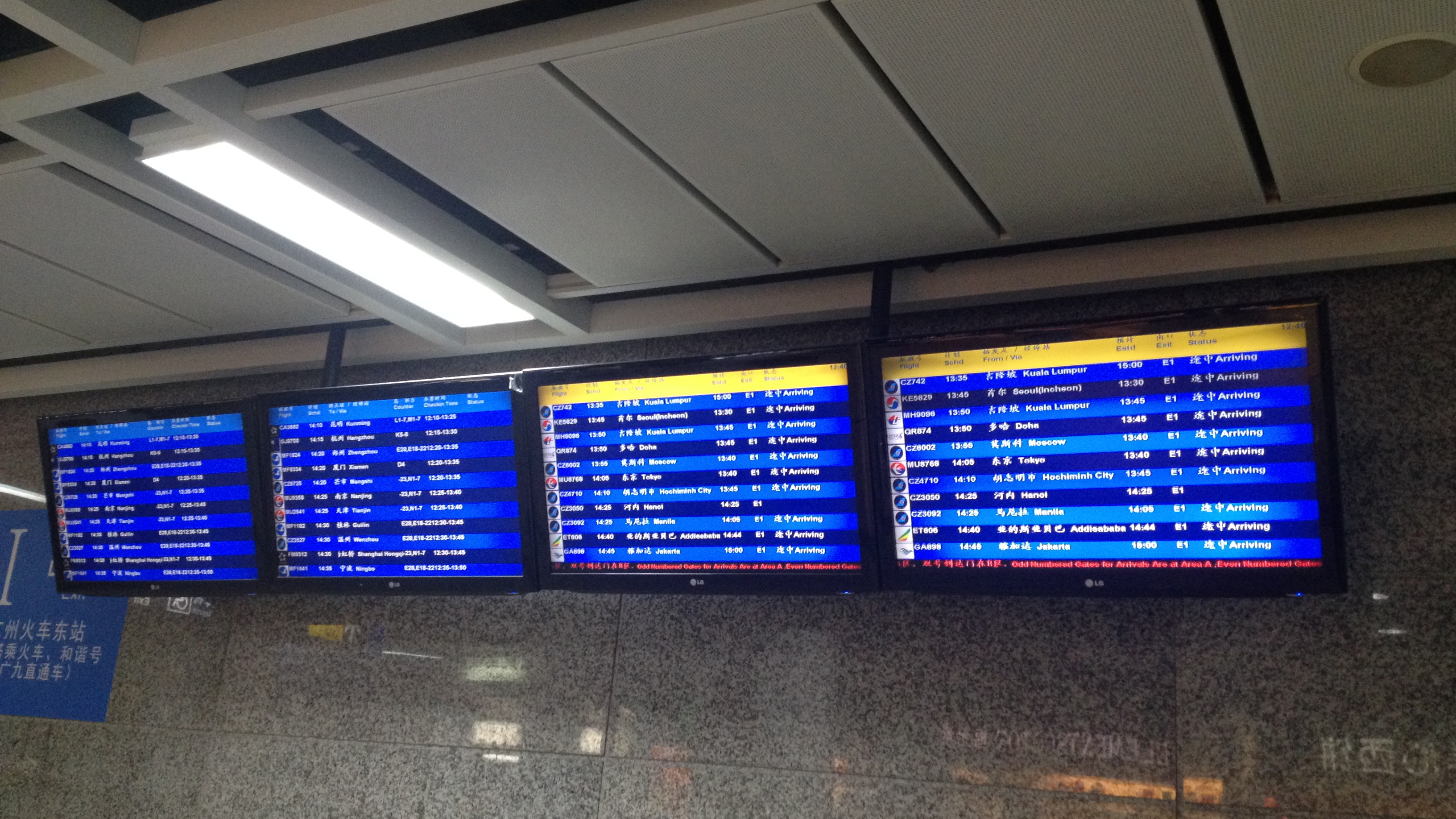
曾设置于站厅的白云机场航班信息显示屏

3号线车站最早出现于2000年規劃中，本站成为3号线主线北端的终点站，与1号线交汇；后来于2003年初步方案中，因应機場快線被併入3號綫中，北端终点站延至白云机场，本站成为3号线的中途站，并最终落实。
3号线部分在2001年陆续开工建设，在工程期间会扩建本站现有南站厅，以及增设北站厅。2004年10月22日，本站至林和西站区间工程完成。2005年12月26日，本站3号线部分随3号线首通段通车而启用，并作为当时3号线的北端终点站，本站正式成为换乘车站。同时本站南站厅3号线擴建部分以及本站北站厅亦在当天正式启用。
自2010年3号线北延至机场南站起，本站在3号线南北站厅处曾设有航班查询信息以方便前往机场登机的乘客。数年后该安排中止，相关设备已被拆走。

### 运营意外
- 2010年5月7日，林和西至广州东站由于北延段在建燕塘站因暴雨而积水严重，部分设备失灵被迫停运，5月8日该段恢复营运。8月9日8时42分，大塘至天河客运站发生信号故障，导致全线中断行车约14分钟。

## 未來發展
已开通的11号线与在建的18号线都将在本站设站，未来亦规划引入37号线，使得本站将成为五线交汇枢纽。而地铁方面规划在国铁广州东站改造时，在国铁地下站场下方建设现有1/3号线和在建11/18号线的换乘大厅，计划于2023年12月开始分阶段进行土建施工、2028年12月建成。

### 11号线
11號線將於廣州火車东站設站，與1號線、3號線交匯並換乘。本站需要再次擴建，成為廣州地鐵的一個大型樞紐站。但現有兩線在规划及建設時並没有預留未來換乘11號線，因此11號線車站將設於广园快速路南側的地底，並與3號線北站廳融合。同時亦會增建換乘通道接入現有車站地下四層。月台將設於地下三層，東端設有一組交叉渡線。
11号线车站于2022年12月实现主体结构封顶，2024年7月30日完成“三权”移交。
本站为11号线的非遗重点特色车站，以“粤韵芳华”为主题。站厅内设有橱窗，重点展示粤剧、广东醒狮、广东音乐等文化艺术品。
由于11号线站体南侧的换乘大厅、出入口及相关附属设施位于国铁广州东站范围内，需要配合尚未启动的国铁广州东站改造工程，故需延后建设；而国铁用地范围外的车站北侧目前仅建成一个出入口，无法满足消防安全条件，故本站无法与11号线同步开通，列车将不停站通过。車站月台已完成土建工程以及裝修，並已裝有屏蔽門、扶梯和升降機以及必要的設備。惟本站並沒有跟隨同線的广州火车站，以及7號線的洪聖沙站，在屏蔽門前方進行遮擋。

### 18號線
18號線亦會於廣州火車東站設站，與上述地鐵線路交匯。18號線站廳及站台將設於林和中路地底，同時下穿广州东站站房和路軌。車站兩端將建設換乘節點分別連接至1號線、11號線的站廳和站台。站台南端設有一組交叉渡線。現時因受限於國鐵廣州東站改造，18號線站廳及站台至今無法開工。

### 37号线
未来，本站将是37号线的南端终点站，惟37號線仍屬遠期規劃，未有建設時間表。

### 未來車站樓層
| 地面     | 地铁站出入口        | 国铁廣州火車東站地面車站大堂（南站厅） 廣州火車東站站房和路軌 廣州東站汽車客運站（北站厅） |  |  |
| 地下一层 | 南站厅 1号线 3号线  | 售票机、客服中心、警务室、商店、母嬰室、安检设施                                           |  |  |
| 地下二层 | 北站厅 3号线 11号线 | 售票機、客服中心、商店、安检设施                                                           |  |  |
|          |                     |                                                                                            |  |  |
|          | 1 站台              | █1号线 終點站台                                                                            |  |  |
|          | 岛式站台            |                                                                                            |  |  |
|          | 2 站台              | █1号线 西塱方向（下站：体育中心）                                                          |  |  |
|          |                     |                                                                                            |  |  |
|          | 3號線设备区         | 車站設備                                                                                   |  |  |
| 地下三层 | 5 站台              | █11号线 外环方向（下站：沙河）                                                             |  |  |
|          | 岛式站台            |                                                                                            |  |  |
|          | 6 站台              | █11号线 内环方向（下站：龙口西）                                                           |  |  |
|          |                     |                                                                                            |  |  |
|          | 3號線设备区         | 車站設備                                                                                   |  |  |
| 地下四层 | 付费区联络通道      | 换乘通道來往1號線和3號線 联络3号线南北站厅                                                 |  |  |
|          | 換乘通道            | 來往1號線站台及18號線                                                                      |  |  |
|          | 18号线站廳          | 售票機、客服中心 換乘扶梯來往11號線及18號線                                                |  |  |
| 地下五层 | 4 站台              | █3号线 机场北方向（下站：燕塘）                                                            |  |  |
|          | 分离式站台          |                                                                                            |  |  |
|          |                     | 通道连接两侧站台                                                                           |  |  |
|          | 分离式站台          |                                                                                            |  |  |
|          | 3 站台              | █3号线 海傍方向（下站：林和西）                                                            |  |  |
|          |                     |                                                                                            |  |  |
|          | 7 站台              | █18号线 花城街方向（下站：京溪路）                                                         |  |  |
|          | 岛式站台            |                                                                                            |  |  |
|          | 8 站台              | █18号线 兴中方向（下站：冼村）                                                             |  |  |